# Ferrolegeringar

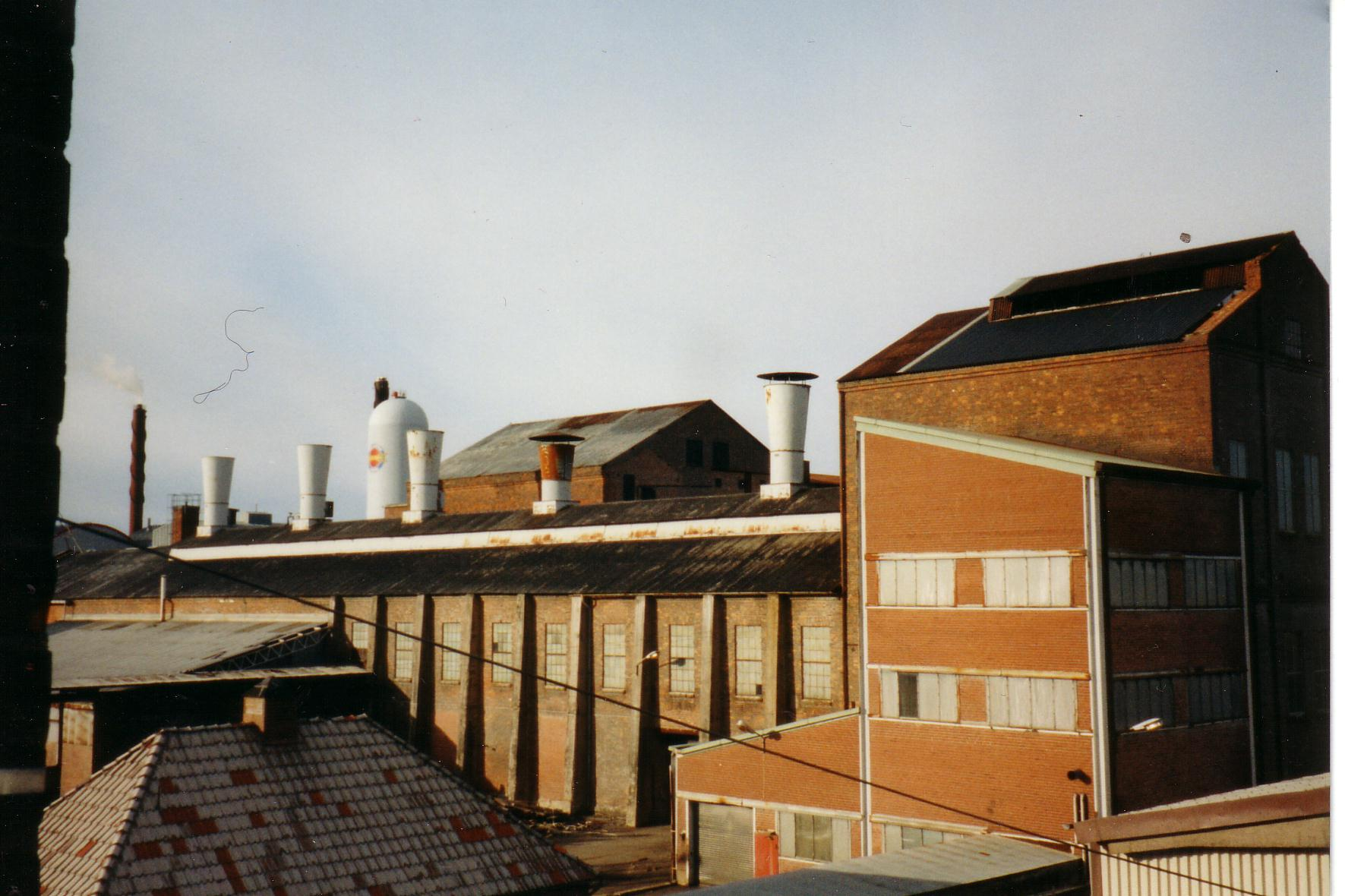
Vanadinverket vid Ferrolegeringar våren 1998

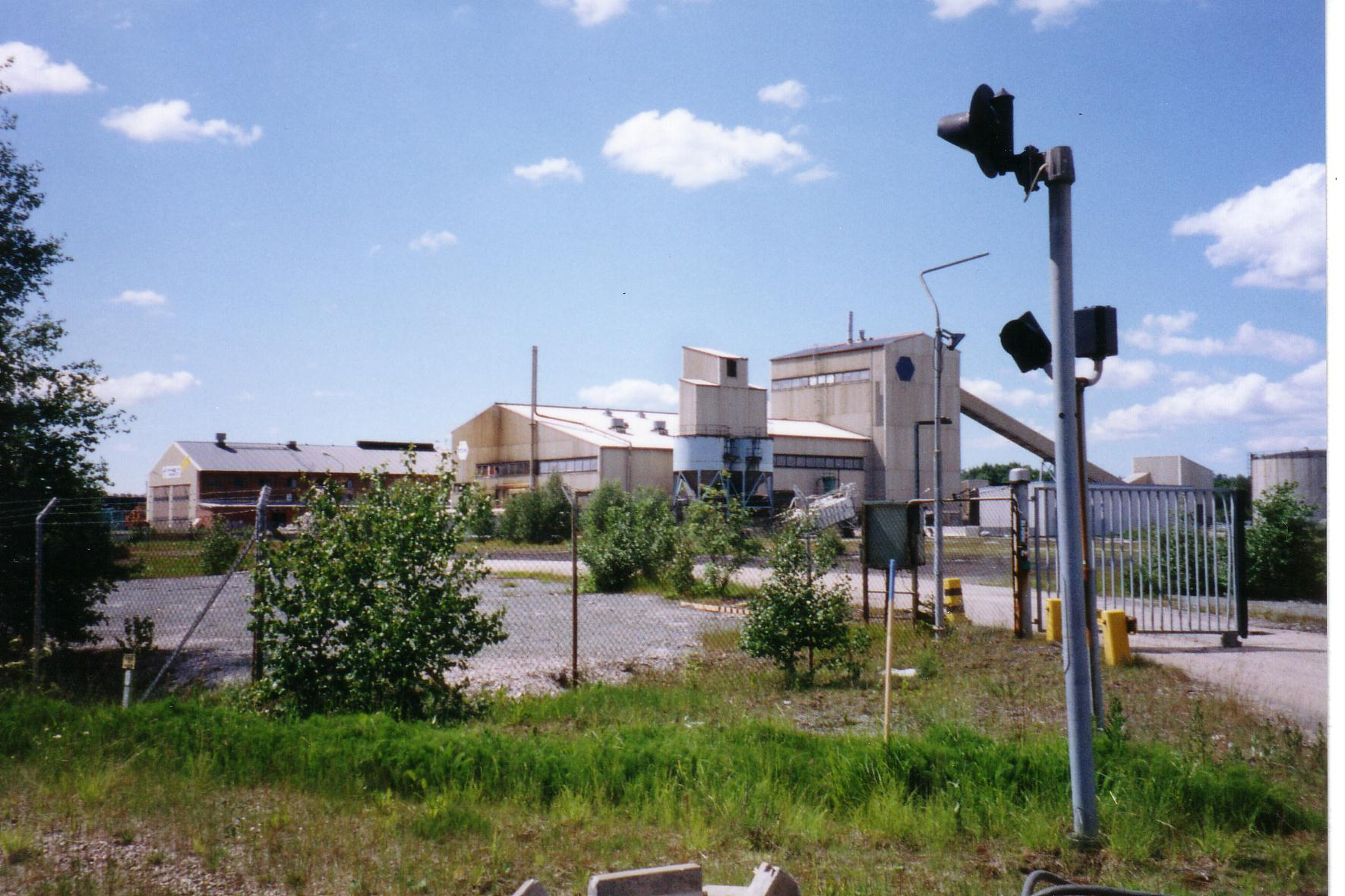
Kalkpelletsverket från början av 1970-talet

Ferrolegeringar var ett metallurgiskt företag i Trollhättan.

## Historia
Ferrolegeringar startade sin verksamhet 1913 i Trollhättan. Etableringen gjordes på ett område nordost om staden, Stallbacka, till följd av den utbyggnad av vattenkraft som hade gjorts i Trollhättan. Tekniken att överföra högspänning över längre sträckor var ännu inte framtagen. Själva företaget ägdes av det amerikanska moderbolaget Metallurg Incorporation med säte i New York.  
Ugnshallar
På området fanns det fyra stycken varav i ugnshall 1 & 2 fanns tillverkning av vanadin och molybden. Dessa ugnar var av mindre storlek jämfört med kromtillverkningen och skedde inte med elektronugnar. I ugnshall 3 & 4 skedde kromtillverkningen och de sista fungerande ugnar var i hall 3 ugn 16 emedan i hall 4 verkade ugn 17 och 18. Den sistnämnda var den största ugnen och vid maxförbrukning låg elektrodströmmen på 90 000 ampere medan spänningen låg strax över 200 volt. Ugn 17 var en ljusbågeugn på ungefär halva effekten jämfört med 18. Den var mest känd  för den förde ett makalöst oväsen. 

### Produkter
Man började först tillverka ferrokrom med hög kolhalt (>1%), ferrokrom affiné, men från 1920-talet ändrades tillverkningen till ferrokrom med låg kolhalt (<1%), ferrokrom sur-affiné. 
Under årens lopp kom man att tillverka fler produkter till exempel ferromangan, tantalniob, ferrovanadin, molybdenrostning med mera. Företaget hade även ett eget platinaverk. Ett litet tag producerades även aluminium till fasadbeklädning och avdelningen kallades" Kronsilver". Den lades ned ca 1975. 
Företaget hade sin storhetstid på 1950-talet och en bit in på 1970-talet. Utbyggnader gjordes i etapper från 1950-talet och cirka 15 år framåt. Bland annat sålde man produkter till det sovjetiska rymdprogrammet. I mitten på 1960-talet byggdes en 100 meter hög fackverksskorsten för molybdenrosteriet bland annat. Vid rostning av molybden uppstår svaveldioxid och genom att bygga en såpass hög skorsten skulle de farliga rökgaserna inte komma så nära marken. Ett enkelt sätt att lösa dåtidens miljöproblem. Under första hälften av 1980-talet blev man pionjärer genom att installera en dansk utvecklad typ av rökgasfilter som tog hand om svaveldioxiden och gjorde om den till koncentrerad svavelsyra istället. 

### Förvärv
Den 1 januari 1970 förvärvade man Wargöns AB:s smältverk i Trollhättan och byggde om den del som tidare var Trollhättans elektriska masugn till ett kalkpelletsverk som stod klart 1974 och området fick benämningen "västra verket". Wargöns ABs anläggning i Trollhättan ägdes fram till 1947 av Elektrothermiska AB. 1982 revs "västra verket" utom kalkpelletsverket och ett på idag på tomten övergivet f.d. transformatortorn. 

### Miljöproblem
Ett ständigt problem var den berömda "Stallbackaröken" vilken gjorde stora delar av Trollhättan gråvitt. Vittrande slagghögar på fabriksområdet och runt om i staden yrde omkring. Röken fick fönster att gro igen, husmödrar fick sin tvätt förstörd om den fick hänga ute, lackeringen på bilar blev förstörda och så vidare. I sin process använde man stora mängder kalk och kalkpellets som reduceringsmedel för att få en så låg kolhalt som möjligt. Man patenterade aldrig sina uppfinningar inom processen utan höll dem hemliga inom företaget. I brist på ordentlig rening fram till 1970-talet följde stora mängder kalk- och kiselsoft med ut i rökgaserna, så kallat T-Kalk, teknisk kalk (kromhaltigt). Slagghögarna var en stor källa till irritation. En hel del kalkhaltig slagg såldes till jordbruket som jordförbättring men detta stoppades sedan det visat sig att kalken innehöll höga halter av krom bland annat sexvärt krom. Man dumpade även illegalt kromhaltig slagg i gropar runt om på fabriksområdet. Marken runt det tidigare legeringsverket är bitvis kraftigt förorenat och ekologiskt dött. 

### Ekonomiska bekymmer
Under 1970-talet började stålverken att ändra produktionsmetoderna. Nu behövde man inte längre lågkolad ferrokrom i lika stor utsträckning i tillverkningen av rostfritt stål. Istället började man blåsa bort kolet med ren syrgas när smältan fortfarande låg i skänken. I takt med högre elpriser, strängare miljökrav och hårdare konkurrens utifrån började man se kassakistans botten. Trots installation av rökgasfilter, slangfilter och planer på att bygga in de vittrande slagghögarna fortsatte de ekonomiska bekymren. Man förde samtal med dåvarande Airco Alloys AB, senare Vargön Alloys AB om ett samgående men samtalen ledde ingen vart. 
En del av aktiekapitalet såldes av, mindre lönsamma produkter avvecklades men det hjälpte inte. 1984 kunde man dock se en ljusning i konjunkturen och företaget gick för första gången på flera år med vinst men det vände snabbt nedåt. De amerikanska ägarna fick skjuta till enorma belopp för att hålla sitt dotterbolag under armarna. 16 maj 1986 kom ett sorgens besked: "Ferrolegeringar läggs ned vid årsskiftet - 400 anställda får gå!"
Dagen efter hade Trollhättans Tidning för första gången i tidningens historia låtit trycka upp en extratidning. Smältverken var inte längre så beroende av lågkolat ferrokrom i sin tillverkning av rostfritt stål utan klarade sig utmärkt med högkolat ferrokrom, till nackdel för Ferrolegeringar. 
Beskedet kom inte direkt som någon överraskning eftersom många hade haft det på känn. Problemet var att många var i den åldern att det skulle bli svårt för dem att få ett nytt jobb. MBL-förhandlingar inleddes omedelbart. En del hävdar att Ferrolegeringar offrades till förmån för sin systeranläggning Elektrowerk Weisweiler i Weisweiler i dåvarande Västtyskland. Västtyskland hade mildare miljökrav och legeringsverket låg även inom Europeiska gemenskaperna (EG) vilket tros har underlättat en hel del.

### Avveckling och omstrukturering
Sista smältan gjordes vid 10-tiden på förmiddagen den 19 december 1986 och vid årsskiftet var produktionen helt avvecklad. Smältugnarna såldes till Kina, traverskranar såldes till Turkiet, resten blev stående. Företaget omvandlades till ett sälj- och distributionsbolag gentemot den nordiska marknaden med säte i Stockholm och lager i Västerås. Dock köptes molybdenrosteriet och rheniumverket loss av det nederländska bolaget Climax Molybdenum av Sandvikens järnverk som bedrev verksamhet fram till 1993 då de sista 15 anställda fick gå. Manganverket, i folkmun kallat "Mangano" och kalkpelletsverket övertogs av Metals & Powders för tillverkning av olika metallpulver. Metals & Powders lämnade Trollhättan 1999 och flyttade tillverkningen till Ekshärad i Värmland. De gamla "Mangano-lokalerna" från 1940-talet revs hösten 2004. Kalkpelletsverket inhyser idag metallåtervinning, kalkmalningsverksamhet med mera.

## Nuläge
I stort sett är nästan alla byggnader rivna och området används till stor del för avfallsåtervinning av IQR Solutions. Den 100 meter höga skorstenen monterades ned 1994 eftersom överdelen hade börjat rosta, den skulle inte användas något mer. Skorstenen blev liggande i sektioner på marken i flera år. Lite fakta om skorstenen är att de filter som byggdes för att minska utsläppen fångade upp rhenium som biprodukt ungefär 6-700 kilo om året. Detta såldes till NASA i och med rhenium är värmetåligt. priset lär ha varit över dåtidens guldpris och motsvarade kostnaderna till  företagets hela hälsovård.  Kalktornet även kallt  "Kaffetornet", en 56 m hög silo med roterugn för bränning av kalk (kalkugn II) sprängdes i samband av omdaningen av området av tre f.d. anställda i november 1994. 
Den äldsta delen från 1913 som kom att innehålla molybdenrosteriet och rheniumverket revs hösten 2003. 
Idag är företaget ett sälj- och distributionsbolag gentemot den nordiska marknaden med huvudkontor i Stockholm och med lager i Västerås. 
Slagghögarna som har legat på deponi i drygt 30 år betraktas som ett miljöproblem. Med modern teknik går det att utvinna främst det trevärda krom som finns kvar i hyttslaggen genom anrikning. Några företag har visat intresse för detta. Dock är det svårt att utvinna kromet ur hyttslaggen eftersom halten krom varierar väldigt mycket, allt från knappt utvinningsbart till skyhöga halter. Vid grävarbeten där det finns hyttslagg har Trollhättans Stad tillsammans med Länsstyrelsen i Västra Götalands län tagit fram riktlinjer hur slaggen ska hanteras då den klassas som farligt avfall.

## Filmer
Rekryteringsfilm från början av 1980-talet
Dokumentation från september 1986 kort före nedläggningen i slutet av december 1986